# Cucutacola nigra
Cucutacola nigra – gatunek kosarza z podrzędu Laniatores i rodziny Manaosbiidae. Jedyny znany przedstawiciel monotypowego rodzaju Cucutacola.

## Występowanie
Gatunek wykazany z Kolumbii.